# أيه. آي. الذكاء الاصطناعي (فلم)
أي آي: الذكاء الاصطناعي (بالإنجليزية: A.I. Artificial Intelligence) هو فيلم خيال علمي أمريكي إنتاج عام 2001 من إخراج ستيفن سبيلبرج وبطولة جود لو وويليام هورت وهالي جويل.

## القصة
تدور أحداث الفيلم حول الروبوت ديفيد الشبيه بالطفل البشري وله القدرة على الحب بحيث تربيه أسرة بشرية كأحد أبنائها وتتوالى الأحداث وصولاً إلى النهاية حيث ضرب الكوكب عصر جليدي جديد وتم استخراج ديفيد من الثلج وتعديله من قبل كائنات فضائية عالية الذكاء تملك تكنولوجيا خيالية.

## وصلات خارجية
- الموقع الرسمي
- مقالات تستعمل روابط فنية بلا صلة مع ويكي بيانات
- أيه. آي. الذكاء الاصطناعي على موقع أول موفي.